# Maria Butyrskaya
Maria Viktorovna Butyrskaya (em russo:  Мария Викторовна Бутырская'; Moscovo, RSFS da Rússia, 28 de Junho de 1972) é uma ex-patinadora artística no gelo russa. Em 1999 foi campeã do mundo, tornando-se a mulher mais velha a conseguir esse título e a primeira russa a alcançá-lo. Foi três vezes campeã da Europa, e em 2002, com 29 anos, tornou-se a mulher mais velha a conseguir o título. Alcançou o quarto lugar nos Jogos Olímpicos de Inverno de 1998 e sexto nos Jogos Olímpicos de Inverno de 2002.

## Biografia
Maria era conhecida pela elegância de gestos e feminilidade enquanto patinava. Era também conhecida por ter melhores prestações nos ensaios do que nos eventos de competição, por sucumbir à tensão nervosa. Um caso conhecido aconteceu em 1999, quando o seu carro explodiu, por acção da máfia russa. Maria terá perdido o campeonato russo desse ano, por se encontrar perturbada.
Em 1998, faz a publicação russa da revista playboy. Em 1999 foi campeã do mundo, tornando-se a mulher mais velha a conseguir esse título e a primeira russa a alcançá-lo. Foi três vezes campeã da Europa, e em 2002, com 29 anos, tornou-se a mulher mais velha a conseguir o título.
Em 2006 casa-se com o jogador de hóquei Vadim Khomitski.
Actualmente é treinadora de jovens patinadoras na Moscow Olympic Reserve Skating School.
Em 2012 é nomeada para o prémio Walk in Style, da marca estabelecida em Portugal ecco. O prémio é atribuído desde 2008, tendo sido concebido com o objectivo de aumentar a consciência para as questões enfrentadas por algumas das mulheres mais vulneráveis do mundo. À vencedora de 2012, Hadassah de Boer, foi atribuído o prémio de 33.500 €, que poderá doar para a instituição de caridade à sua escolha, com vista a melhorar a qualidade de vida das mulheres. As outras cinco nomeadas recebem um prémio de 1.300 € para utilizar nos seus projectos.

## Principais resultados
| Resultados                                                                             | Resultados      | Resultados        | Resultados        | Resultados      | Resultados       | Resultados        | Resultados        | Resultados       | Resultados        | Resultados        | Resultados        | Resultados        | Resultados       |
| Internacional                                                                          | Internacional   | Internacional     | Internacional     | Internacional   | Internacional    | Internacional     | Internacional     | Internacional    | Internacional     | Internacional     | Internacional     | Internacional     | Internacional    |
| Evento/Temporada                                                                       | 1989– 1990      | 1990– 1991        | 1991– 1992        | 1992– 1993      | 1993– 1994       | 1994– 1995        | 1995– 1996        | 1996– 1997       | 1997– 1998        | 1998– 1999        | 1999– 2000        | 2000– 2001        | 2001– 2002       |
| -------------------------------------------------------------------------------------- | --------------- | ----------------- | ----------------- | --------------- | ---------------- | ----------------- | ----------------- | ---------------- | ----------------- | ----------------- | ----------------- | ----------------- | ---------------- |
| Jogos Olímpicos                                                                        |                 |                   |                   |                 |                  |                   |                   |                  | 4.ª               |                   |                   |                   | 6.ª              |
| Campeonato Mundial                                                                     |                 |                   |                   | 29.ª            |                  |                   | 4.ª               | 5.ª              | Medalha de bronze | Medalha de ouro   | Medalha de bronze | 4.ª               | WD               |
| Campeonato Europeu                                                                     |                 |                   |                   | 5.ª             | 4.ª              | 7.ª               | Medalha de bronze | 4.ª              | Medalha de ouro   | Medalha de ouro   | Medalha de prata  | Medalha de prata  | Medalha de ouro  |
| GP Grand Prix Final                                                                    |                 |                   |                   |                 |                  |                   | 7.ª               | 4.ª              | Medalha de bronze | Medalha de prata  | Medalha de bronze | 4.ª               | 4.ª              |
| GP NHK Trophy                                                                          |                 |                   |                   | 5.ª             |                  |                   | 5.ª               | Medalha de ouro  | Medalha de prata  |                   | Medalha de ouro   | Medalha de prata  |                  |
| GP Skate America                                                                       |                 |                   |                   |                 |                  |                   |                   | 10.ª             |                   | Medalha de ouro   |                   |                   |                  |
| GP Skate Canada International                                                          |                 |                   |                   | Medalha de ouro |                  |                   |                   |                  | Medalha de prata  |                   |                   |                   |                  |
| GP Sparkassen Cup on Ice                                                               |                 |                   | 7.ª               |                 | 6.ª              | 8.ª               | Medalha de prata  |                  |                   | Medalha de bronze | Medalha de ouro   | Medalha de ouro   | Medalha de ouro  |
| GP Trophée Lalique                                                                     |                 |                   |                   |                 |                  | 5.ª               |                   | Medalha de prata |                   | Medalha de ouro   | Medalha de ouro   | Medalha de ouro   | Medalha de ouro  |
| Finlandia Trophy                                                                       |                 |                   |                   |                 |                  |                   | 4.ª               | Medalha de ouro  |                   |                   |                   |                   |                  |
| Jogos da Boa Vontade                                                                   |                 |                   |                   |                 |                  | Medalha de bronze |                   |                  |                   |                   |                   |                   |                  |
| Karl Schäfer Memorial                                                                  |                 |                   |                   |                 |                  | Medalha de bronze |                   |                  |                   |                   |                   |                   |                  |
| Nebelhorn Trophy                                                                       |                 | Medalha de bronze | Medalha de bronze |                 |                  |                   |                   |                  |                   |                   |                   |                   |                  |
| Piruetten                                                                              | Medalha de ouro |                   |                   |                 | 8.ª              |                   |                   |                  |                   |                   |                   |                   |                  |
| Nacional                                                                               |                 |                   |                   |                 |                  |                   |                   |                  |                   |                   |                   |                   |                  |
| Campeonato Russo                                                                       |                 |                   |                   | Medalha de ouro | Medalha de prata | Medalha de ouro   | Medalha de ouro   | Medalha de ouro  | Medalha de ouro   | Medalha de ouro   | Medalha de prata  | Medalha de bronze | Medalha de prata |
| Campeonato Soviético                                                                   |                 |                   | Medalha de bronze |                 |                  |                   |                   |                  |                   |                   |                   |                   |                  |
|                                                                                        |                 |                   |                   |                 |                  |                   |                   |                  |                   |                   |                   |                   |                  |
| Legenda: GP = Grand Prix; WD = Abandonou; Competição não foi disputada nesta temporada |                 |                   |                   |                 |                  |                   |                   |                  |                   |                   |                   |                   |                  |